# Hisingen Runt
Hisingen Runt är ett motionslopp på cykel på Hisingen i Göteborg, som arrangeras årligen av Hisingens Cykelklubb. Loppet arrangerades första gången 1977. 
Loppet har distansen 50 kilometer. Tidigare hade Hisingen Runt flera distanser: 150 km, 110 km, 50 km samt familjerundan Gissningen Runt (med tipspromenad). Man har också arrangerat ett lopp riktat till barn, Papricaloppet. Från 2019 finns även Hisingens Hälsorunda som är cirka 25 kilometer lång, halva distansen av Hisingen Runt. Om man vill cykla längre distanser arrangerar samma förening också loppet Västkusten Runt, som är cirka 125 kilometer långt.
År 2012 startade Göteborgsklassikern där Hisingen Runt ingår som den första av tre deltävlingar.

## Historia
- 1977 - Första gången motionsloppet Hisingen Runt gick av stapeln och lockade 150 motionärer till Bjurslättsskolan.
- 1992 - Start och målgång skedde vid Zenitgården i Björlanda.
- 2006 - Motionsloppet firade 30-årsjubileum.
- 2011 - Start och målgång skedde på STCC-banan som låg på Bananpiren i Frihamnen.
- 2012 - Loppet inkluderades i det nystartade konceptet "Göteborgsklassikern", tillsammans med Göteborgsimmet och Finalloppet.
- 2013 - Loppet inkluderades i "Regionklassikern", som är en klassiker för anställda inom Västra Götalandsregionen.
- 2014 - Hisingen Runt begränsades till enbart en distans på 50 km, med start och målgång vid Tuvevallen. Loppet Västkusten Runt tog över de längre distanserna och startade utanför GöteborgsOperan.
- 2015 - Start och målgång skedde utanför GöteborgsOperan för både Hisingen Runt och Västkusten Runt.
- 2017 - Båda loppen letade sig hem till Hisingen. Start för Hisingen Runt och Västkusten Runts samtliga tre distanser skedde på Bananpiren i Frihamnen.